# Charles Crichton (velejador)
Charles Crichton (7 de julho de 1872 — 8 de novembro de 1958) foi um velejador britânico, campeão olímpico. Ele competiu nos Jogos Olímpicos de Verão de 1908 na classe 6 Metre e conquistou a medalha de ouro na disputa a bordo do Dormy com Thomas McMeekin e Gilbert Laws.
Durante seu serviço militar na Índia, Crichton atuou no Royal Bombay Yacht Club. Durante a Primeira Guerra Mundial, ele serviu pela primeira vez como major no 10º Hussardos Reais do Exército Britânico e foi promovido a tenente-coronel em 1915, dois dias depois de receber a Ordem de Serviços Distintos.